# Michail Nicolaevič Savojarov
Michail Nicolaevič Savojarov (Solov'ëv), meglio noto come M. N. Savoyarov (in russo Михаил Николаевич Савоя́ров (Соловьёв)?; Mosca, 30 novembre 1876 – Mosca, 4 agosto 1941) è stato un compositore, cantante e poeta russo.
Nella prima parte del XX secolo fu un interprete popolare di canzoni e strofette scritte da lui stesso. Il culmine della sua fama ha coinciso con i primi anni della prima guerra mondiale, quando ricevette il nome artistico di "Re d'eccentricità". Anche Aleksandr Blok stimava tanto Savojarov. Considerando il periodo della sua fama, Savojarov può essere chiamato l'artista di Pietrogrado.

## Biografia
Michail Savojarov nacque a Mosca, il 30 novembre 1876. Alla fine del 1890 giunse a San Pietroburgo per fare il violinista per un'opera privata, e in seguito, al Teatro Palas. Il suo debutto avvenne nel ruolo di un semplice tenore di operetta. Essendo un possesso di un carattere indipendente, non ha tardato a lasciare l'attività teatrale, e dal 1905 si mise in proprio attivando una personale attività teatrale.
Nello stesso tempo inizia ad interpretare proprie strofette. In generale, il suo repertorio consisteva in canzoncine accompagnate da un pianoforte, un violino, danze, pantomime, e un'interpretazione attoriale eccentrica che ad un certo punto sfociava in buffonerie e pagliacciate. È significativo il fatto che il suo stile artistico coincideva con il suo cognomen, Savojarov che si traduce dal francese come "savoyar", ossia, musicista vagabondo della Savoia.

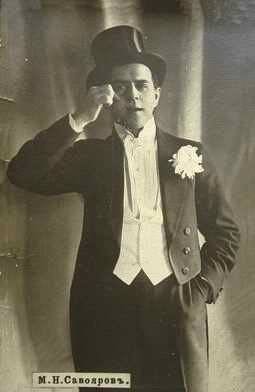
Michail Savojarov, una cartolina postale di 1912

Nel 1907 Savojarov riscosse un ottimo successo alla fiera Nizhegorodskaya, dove interpretava, assieme alla sua prima moglie Ariadna scene satiriche con canzoncine, danze e travestimenti in russo e in francese.
Nel 1914 Savojarov pubblica a Pietroburgo il suo primo libro di poesie, entrando di diritto, nella Società degli scrittori drammatici e musicali. All'età di quarant'anni scrisse le sue migliori canzoni,  raggiungendo il culmine della sua fama. Il personaggio prediletto di Savojarov era rappresentato da classico fannullone dandy dell'alta società, il tipico elegantone con il cilindro sgualcito, un bastoncino in mano e un crisantemo all'occhiello. Talvolta utilizzava anche uno stereotipato personaggio criminale.
La fama più grande Savojarov l'ha raggiunse tra il 1916 e il 1917. Le strofette comiche “Kisan'ka”, “Pogulyal” “Blagodaryu pokorno”, “Iz-za dam” sono diffusamente pubblicate, citate ed penetrate nella cultura popolare al punto di trasformarsi in aforismi, e la scena eccentrica di “Luna, luna, neuzhto ti piana?”, ai suoi tempi, la cantava tutta Pietrogrado. Per tanto tempo in Russia ebbero successo le sue "interminabili" stroffette , “Nascia cultura”, entrate nel repertorio di molti artisti dell'epoca. Il ritornello ironico di questa canzoncina veniva utilizzato nelle versioni rinnovate da molti autori, fino agli anni 20.
A quel periodo Savojarov conosce Aleksandr Blok, che, tra il 1914 e il 1918 ha visto spesso i suoi concerti sia nei cinema che nei café chantant. Nell'anno 1918 portava sua moglie, Liubov Mendeleeva-Blok ad ascoltare e vedere Savojarov per "imparare" la maniera eccentrica.

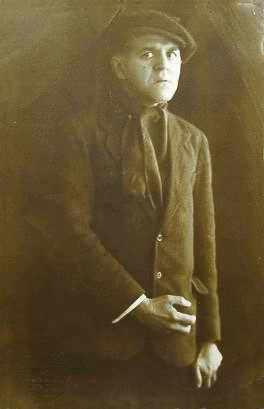
Michail Savojarov nel ruolo di un criminale – una cartolina postale di 1915

— (20 marzo 1918, Aleksandr Blok, i taccuini).»
In onore del suo ospite famoso, Savojarov ha composto alcune canzoncine parodistiche, che, attraverso una “leggera ironia”, contraffavano le famose righe di Blok. Sapendo che Blok era presente nella sala, Savojarov ogni volta gli cantava, in suo onore,  tali stroffette. “Il dialogo vivo” tra i due artisti durante il concerto suscitava nel pubblico, grande ilarità.
La rivoluzione russa del 7 novembre del 1917, e il conseguente colpo di Stato, ha creato una svolta nella biografia di Michail Savojarov, compromettendo la sua carriera artistica, proprio al suo culmine.
Così, come Aleksandr Blok, nei primi anni della “rivoluzione proletaria”, Savojarov cercò di collaborare con il nuovo potere bolscevico. Per tre anni, infatti, fu responsabile dell "unione degli artisti di Pietrogrado". Però dopo venne messo da parte in favore dei cosiddetti “artisti proletari naturali”.
In quegli anni cercava di essere sempre più originale, al passo con i tempi, continuava a comporre e interpretare. Nella sua “Pesenka proletarki” ebbe molto successo la romanza-parodia, “Vi vsio ta zhe”, che derideva le intonazioni decadenti di Vertinskij. Fino al 1930 Savojarov fu libero di fare concerti. Ma con l'avvento di Stalin la sua attività venne interrotta. La situazione politica nel paese si contrae, si creano delle nuove associazioni artistiche di stampo "socialista" e vengono vietati “i concerti liberi”. Il partito bolscevico non approvava nessuna eccentricità, soprattutto quella satirica.
Nel 1933 Savojarov si trasferì da Leningrado a Mosca, dove ha vissuto i suoi ultimi sette anni di vita. Un mese e mezzo dopo l'inizio della guerra, il 4 agosto 1941 Savojarov muore di infarto nel corso di un bombardamento, mentre si trovava nell'androne di una casa al numero 43 in via Lesnaya.

## Influsso artistico

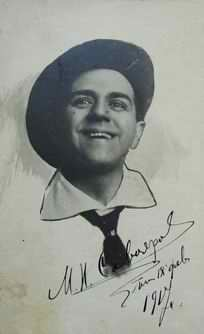
Michail Savojarov, una cartolina postale di 1916

Savojarov, per la prima volta in Russia introdusse sulla scena musicale lo stile eccentrico dell'interpretazione d'autore, ma lontano da quello circense o teatrale. Negli anni 1910 il suo successo ha influito anche sui "concerti musicali" di Igor Severjanin, e le poesie accompagnate di Michail Kuzmin.
Ma l'impatto maggiore dello stile eccentrico dell'artista l'ha subito Aleksandr Blok. Lo si riconosce soprattutto nella sua attività artistica del 1918. Secondo l'opinione dell'accademico Viktor Shklovskij, il poema “Dvenadzat” (“I Dodici”) è stato compreso da pochi, e tutti per questo criticarono Blok, perché si erano abituati a prenderlo sempre e solo sul serio. In quel ritratto di Pietrogrado, la città dei banditi, che Shklovskij ha paragonato con Il cavaliere di bronzo di Pushkin, sono apparse delle immagini nuove per Blok:
— (Viktor Shklovskij «Il conto di Hamburgo»: articoli, memorie, saggi).»
Shklovskij parla di Savojarov e delle sue stroffette del “genere strappato”, con il vestito e il trucco di un criminale. Il coreografo George Balanchine ha sempre ricordato come Savojarov, cantava le sue famose stroffette della malavita, con buffe smorfie... Proprio quell'atmosfera criminale che avvolgeva la nevosa e gelata città di Pietrogrado nel poema “I dodici”. Aleksandr Blok considerava quel poema la sua opera migliore.
Negli anni trenta, a Leningrado e a Mosca, molti artisti prendevano lezioni di Savojarov, tra i quali troviamo, Arkadij Raikin e Aleksandr Menaker. Ma, la maggior influenza artistica, Savojarov l'ha esercitata su suo nipote, il compositore Jurij Khanon, insignito nel 1988 dell'Oscar europeo e nel 1989 del premio russo “Nika”.
Lo stile artistico di Savojarov era riconosciuto per il fascino personale dell'interpretazione, considerata per quei tempi, “molto vivace”, così come la musicalità naturale, la plasticità, la grande portata alle trasformazioni, la capacità di mostrare il testo e anche il senso recondito, completando il canto con la danza e la scena mimica. Tale stile interpretativo aveva un solo difetto – doveva essere visto e ascoltato personalmente. Negli archivi non sono rimaste ne fonografie, ne cineprese. Tutto il patrimonio di Savojarov consiste, purtroppo, sono nelle note, nelle fotografie e nelle poesie pubblicate.

## Letteratura

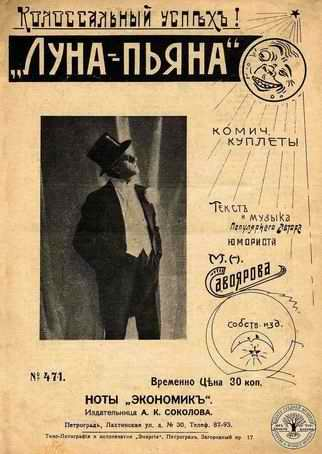
Michail Savoiarov, «La luna bevuta», (la copertina delle note) Pietrogrado, 1915

- Aleksandr Blok. Opere complete in sei volumi. – Leningrado: Belle lettere (Khudozhestvennaya Literatura), 1982. ru
- Aleksandr Blok. Opere complete in otto volumi. – Leningrado: Belle lettere, 1962. ru
- Dmitrij Gubin, « Igra v dni zatmenia » («Il gioco nel eclissi»), «Ogoniok» («Il lumicino» ) №26, giugno 1990. ru
- SovLit: Poeticeskaya kniga (Libro poetico), 1900-1955. ru
- Vladimir Nikolaevič Orlov. La vita di Blok. Mosca, Centrpoligraf. 2001. ru
- Solomon Volkov, tr. Bouis, Antonina W., St. Petersburg: A Cultural History (New York: The Free Press, 1995). ISBN 0-02-874052-1. (EN)
- Michail Savoiarov, Сanzoni e strofette di autore-interprete. Evterpa, Pietrogrado, ed.1,2, 1914-1915.
- Michail Savoiarov, Сanzoni: strofette, parodie, duetti. Evterpa, Pietrogrado, ed.3, 1915.
- Michail Savoiarov, Blagodaryu pokorno (Grazie tante), Evterpa (note), Pietrogrado, 1916.
- Michail Savoiarov, Iz-za dam (Dalle donne), Economic (note), Pietrogrado, 1914.
- Michail Savoiarov, Nascia cultura (La nostra cultura), Evterpa (note), Pietrogrado, 1916.
- Michail Savoiarov, Luna-piana (La luna bevuta). Evterpa (note), Pietrogrado, 1915.
- Viktor Shklovskij, «Il conto di Hamburgo»: articoli, memorie, saggi. Lo scrittore sovietico, 1990. ru
- L'enciclopedia del varietà della Russia, secolo XX, (in redazione di Uvarova). ru